# Frankliniella yuccae
Frankliniella yuccae är en insektsart som beskrevs av Dudley Moulton 1936. Frankliniella yuccae ingår i släktet Frankliniella och familjen smaltripsar. Inga underarter finns listade i Catalogue of Life.